# Torcuato Fernández Miranda Hevia
Torcuato Fernández-Miranda Hevia (Gijón, 10 de novembre de 1915 - Londres, 19 de juny de 1980) fou un polític espanyol durant la dictadura franquista i la transició.

## Biografia
Va estudiar Dret, i es doctorà en Dret polític.
Entrà en política i fou nomenat secretari general del Movimiento Nacional. Franco li tenia confiança, i per això se li encomanà que formés part de l'equip que havia d'educar el príncep Juan Carlos de Borbón, que posteriorment (1969) seria nomenat successor de Franco com a cap d'Estat quan aquest morís.
Quan Luis Carrero Blanco va ser president del Govern (9 de juny de 1973 - 20 de desembre de 1973), ell en fou nomenat vicepresident.
Va ser president del Govern (20 de desembre de 1973 - 31 de desembre de 1973), va cobrir com a vicepresident que era la interinitat que marcava la llei orgànica de l'Estat fins que es va nomenar per part de Franco prèvia terna de 3 noms del Consell del Regne a Carlos Arias Navarro.
Ell era un dels favorits per succeir a Carrero Blanco (sense ser provisional), però Carlos Arias Navarro, havia estat batlle de Madrid des de 1965 a 1973, i tenia més bones relacions amb Franco. Així deixà la presidència a Carlos Arias Navarro i la Vicepresidència a José García Hernández, el 31 de desembre de 1974.
Va ser nomenat pel Rei President de les Corts i del Consell del Regne] (1975-1977), quan Carlos Arias Navarro encara era President del Govern i va impulsar des de la seva posició l'inici de la Transició quan va crear a Les Corts procediments interns que possibilitarien posteriorment l'aprovació de la Llei per a la Reforma Política. Quan el Rei va aconseguir forçar la dimissió de Carlos Arias Navarro, va aconseguir contra tot pronòstic des del Consell del Regne, entregar al Rei una terna de 3 noms en la que apareixia un semi desconegut Adolfo Suárez González, després va redactar la base del que seria la Llei per a la Reforma Política que el Govern Suárez va desenvolupar. Va dimitir del càrrec per desacords amb el nou govern d'Adolfo Suárez González, just va dimitir abans que se celebraren les primeres eleccions postfranquistes de 1977.
Va morir en un viatge a Londres el 19 de juny de 1980, als 64 anys.

## Obres
- "El pecado como concepto fundamental en el problema justificativo del Derecho y el Estado. (El pensamiento agustiniano y el problema deontológico del Derecho)", Madrid 1943
- "La justificación del Estado", Madrid 1946 (Die Rechtfertigung des Staates)
- "El hombre y la sociedad", 1961
- Plantilla:BBKL (Albert Camus und das Zeugnis der Christen")
- "El problema político" (Das politische Problem)
- "Estado y constitución" (Staat und Verfassung)